# Aleksej Rastvorcev
Aleksej Rastvorcev (Belgorod, 8. kolovoza 1978.) je ruski rukometaš. Igra na poziciji lijevog vanjskog, a trenutačno je član Čehovskih medveda. S ruskom reprezentacijom dvaput je sudjelovao na Olimpijskim igrama, jednom u Ateni i jednom u Pekingu. U Ateni je osvojio brončanu medalju i bio među najboljim strijelcima prvenstva kada je u osam odigranih utakmica zabio čak 40 golova. 